# Крюков канал
Крю́ков канал — один из каналов в Санкт-Петербурге.

## История
Крюков канал прорыт от Адмиралтейского канала в районе нынешней площади Труда до Фонтанки.
Первоначально прорыт в 1719—1720 годах от Невы до Мойки в транспортных целях. С 1738 года — современное название по имени подрядчика Семёна Крюкова. При строительстве Благовещенского моста часть, проходившая через нынешнюю площадь Труда, была заключена в трубу, которая сохранилась до наших дней.
С 1830 года Крюковым каналом стал называться и участок от Мойки до Фонтанки, также прорытый для создания водной коммуникации, но не оправдавший своего назначения. В 1801—1807 годах обустроены гранитные набережные.

## Географические сведения
Длина 1,5 км, ширина до 20 м, а глубина составляет 2 м. Вместе с Адмиралтейским каналом Крюков канал отделяет остров Новая Голландия от 2-го Адмиралтейского острова.

## Мосты
- Смежный мост
- Старо-Никольский мост
- Кашин мост
- Торговый мост
- мост Декабристов
- Матвеев мост